# ناحیه شاول کریک، شهرستان باند، ایلینوی
ناحیه شاول کریک، شهرستان باند، ایلینوی (به انگلیسی: Shoal Creek Township) یک منطقهٔ مسکونی در ایالات متحده آمریکا است که در شهرستان باند، ایلینوی واقع شده‌است. ناحیه شاول کریک ۱٬۷۸۳ نفر جمعیت دارد و ۱۶۲ متر بالاتر از سطح دریا واقع شده‌است.